# 卡阿拉
卡阿拉（葡萄牙語：Caála），是位於安哥拉中部的城鎮，由萬博省負責管轄，處於萬博以西，面積3,680平方公里，2006年該城鎮人口373,035，人口密度每平方公里101人。